# Partidul Liberal Democrat din Japonia
Partidul Liberal Democrat (自由民主党 Jiyū-Minshutō?), frecvent abreviat ca LDP (ca acronim al termenului din engleză, Liberal Democratic Party sau Jimintō (自民党?) în limba japoneză), este un partid politic conservator și cel mai mare din Japonia. Începând cu fondarea sa din 1955 a fost la putere și a condus țara de multe ori. Partidul Liberal Democrat nu trebuie confundat cu astăzi defunctul Partid Liberal (自由党 Jiyūtō?), care a fuzionat în noiembrie 2003 cu Partidul Democratic al Japoniei.
După o victorie confortabilă în Alegerile generale din Japonia, 2005, LDP a obținut controlul Camerei Reprezentanților deținând o majoritate absolută. Ulterior, a format o coaliție guvernamentală cu „Noul Partid Komeito”. În 20 septembrie 2006, Shinzo Abe, succesorul lui Junichiro Koizumi la funcția de Prim Ministru al Japoniei, a devenit noul lider al partidului. În ziua de 12 septembrie 2007, ca urmare a demisiei abrupte a lui Abe din ambele funcții, Yasuo Fukuda a preluat atât conducerea guvernului Japoniei cât și șefia partidului.